# Ernst Heinrich Weber

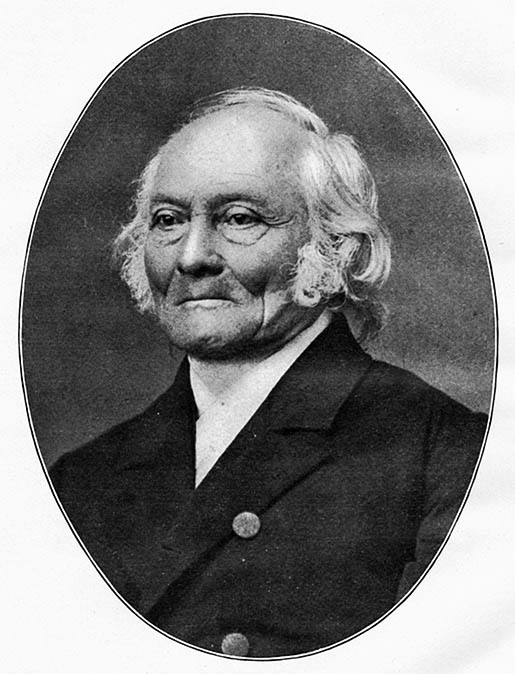
Ernst Heinrich Weber

Ernst Heinrich Weber (n. 24 iunie 1795, Wittenberg – d. 26 ianuarie 1878, Leipzig) a fost un medic german, considerat precursorul psihologiei experimentale. De asemenea, el a contribuit împreună cu fratele său mai mic, fizicianul Wilhelm, la studiul mecanicii propagării undelor, în special în fluxul sanguin.
Ernst Weber și-a terminat studiile medicale la Universitatea din Wittenberg în 1815. La Universitatea din Leipzig, el este numit în 1818 profesor de anatomie comparată, apoi în 1821 profesor de anatomie umană și în 1840 profesor de fiziologie.
În 1825, el a studiat cu fratele său Wilhelm Eduard Weber mecanica propagării undelor în medii lichide. Împreună, ei au scris o importantă lucrare de sinteză a hidrodinamicii în care aceștia prezentau prima estimare a vitezei propagării sângelui. Începând cu 1860, Ernst Weber a lucrat cu Gustav Fechner la studiul experimental al psihologiei percepției, o ramură a psihofizici. Cei doi cercetători stabilesc împreună o lege fundamentală a acestui nou domeniu : legea Weber-Fechner. Weber devine membru străin al Societății Regale în 1862. În 1866 el a părăsit poziția sa de profesor de fiziologie și anatomie. A continuat cercetările împreună cu fratele său mai mic Eduard Friedrich Weber, și au descris rolul inhibitor al nervului vag.
Asteroidul 11042 a primit în anul 2000 denumirea (11042) Ernstweber în amintirea sa.